# Piliostigma
Piliostigma là một chi thực vật có hoa thuộc phân họ Caesalpinioideae của họ Đậu (Fabaceae).

## Các loài
Piliostigma gồm các loài sau:
- Piliostigma foveolatum (Dalzell) Thoth.
- Piliostigma malabaricum (Roxb.) Benth.—Purple Orchid Tree
- Piliostigma reticulatum (DC.) Hochst.
- Piliostigma thonningii (Schum.) Milne-Redh.
- Piliostigma tortuosum (Collett & Hemsl.) Thoth.